# Classe Ise
La classe Ise (伊勢型戦艦, Isegata senkan) fut la seconde classe de cuirassés de 1re classe de type dreadnought de la Marine impériale japonaise, la première étant la classe Fusō.

## Conception

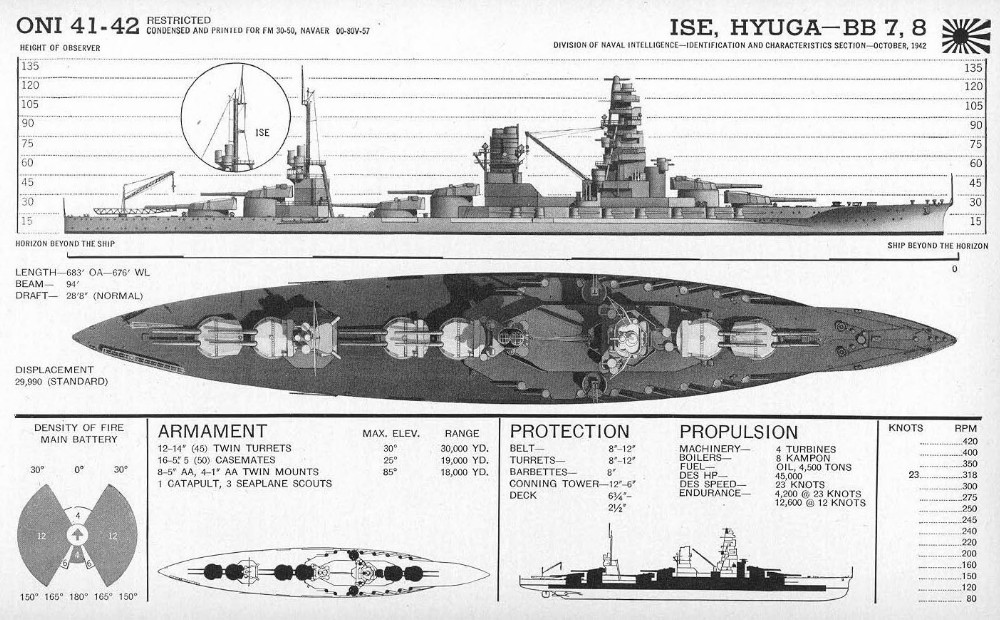
Représentation des cuirassés de la classe Ise, après leur première reconstruction

Initialement conçu comme une classe jumelle de la classe Fusō, les deux cuirassés furent suffisamment différents pour justifier d'une classification distincte.

Le gaillard d'avant était plus court et la disposition de l'artillerie principale, au calibre de 356 mm, différait en ce que les deux tourelles centrales étaient groupées, superposées, en arrière de la seconde cheminée, alors qu'elles étaient installées de part et d'autre de la seconde cheminée, pour la classe Fuso.
Cette classe bénéficia, comme tous les grands bâtiments cuirassés japonais, d'une modernisation, en 1934-1936, pour le Hyuga et en 1935-1937, pour l'Ise. L'artillerie secondaire perdit les deux casemates avant, qui étaient peu utilisables par gros temps, et reçut huit pièces de 127 mm Type 89, à double usage et 20 canons antiaériens de 25 mm Type 96. Une nouvelle motorisation porta la puissance installée de 45 000 chevaux à 80 000 chevaux et la vitesse passa à 25 nœuds.

## Conversion en porte-hydravions

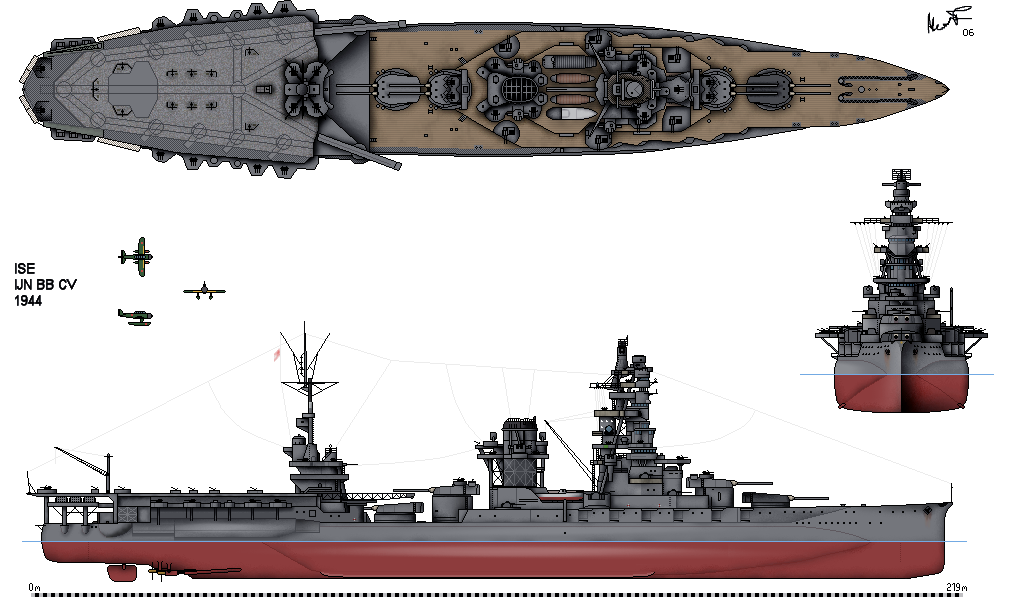
Reconversion -1944

Après la bataille de Midway, comme ils étaient un peu plus rapides que les cuirassés de la classe Fuso, ils furent choisis pour être transformés en bâtiments hybrides, cuirassés-porte-avions. Les deux tourelles arrière furent remplacées par un hangar surmonté d'un pont d'envol et doté d'un ascenseur. Une deuxième catapulte fut ajoutée. Placées sur chaque bord et accessibles depuis le toit du hangar, ces catapultes étaient prévues à l'usage des hydravions dont ils devaient être dotés.

Les canons en casemate furent débarqués et 8 canons antiaériens de 127 mm en affut double furent ajoutés, pour un total de 16. Le nombre de canons antiaériens de 25 mm Type 96 fut lui aussi augmenté.

Ils pouvaient embarquer 22 avions : 14 bombardiers en piqué Yokosuka D4Y Suisei et 8 hydravions biplace Aichi E16A Zuiun.

## Service
En 1941, l'Ise et le Hyuga constituaient, avec les deux cuirassés de la classe Fuso, la 2de Division de la 1re Flotte de bataille. A ce titre participèrent à la couverture de la force qui alla attaquer les Îles Aléoutiennes, au moment de la bataille de Midway.

Cependant, après leur transformation en hybrides de cuirassés et porte-avions, le manque d'avions et de pilotes ne leur permit que d'être rattachés à la 1re flotte mobile du vice-amiral Ozawa lorsque celle-ci servit d'appât dans le but d'attirer la Task Force des Porte-avions rapides américains pour laisser le champ libre aux cuirassés qui devaient attaquer les navires de la VIIe Flotte en train de débarquer dans le golfe de Leyte. Aux ordres du contre-amiral Chiaki Matsuda (en), et alors qu'ils n'avaient embarqué aucun avion, ils ont réchappé à la bataille du Cap Engaño le 25 octobre 1944, mais, avariés, ils retournèrent au chantier naval de Kure (Opération Kita).

Ils furent coulés au mouillage, devant Kure, lors des attaques des avions américains de la Troisième flotte des États-Unis fin juillet 1945.

## Les unités de la classe
| Nom   | Quille      | Lancement        | Armement         | Chantier naval                             | Fin de carrière                                  | Photo |
| ----- | ----------- | ---------------- | ---------------- | ------------------------------------------ | ------------------------------------------------ | ----- |
| Ise   | 10 mai 1915 | 22 novembre 1916 | 15 décembre 1917 | Kawasaki Heavy Industries Kōbe Japon       | coulé le 28 juillet 1945 détruit en 1947         |       |
| Hyūga | 16 mai 1915 | 27 janvier 1917  | 30 avril 1918    | Mitsubishi Heavy Industries Nagasaki Japon | coulé le 27 juillet 1945 détruit en juillet 1947 |       |